# William Child

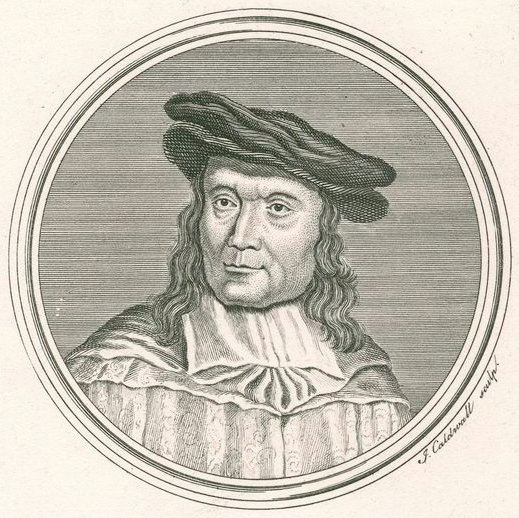
William Child, Zeichnung von James Caldwall

William Child (* 1606 oder 1607 in Bristol; † 23. März 1697 in Windsor) war ein englischer Komponist und Organist des Barock.

## Leben und Wirken
Nach Angaben des englischen Musikhistorikers Wood war William Child ein Schüler von Elvay Bevin, dem Organisten der Kathedrale von Bristol; es gibt jedoch keine Hinweise darauf, dass er auch Chorsänger der Kathedrale gewesen ist. Gesichert ist, dass Child ab 5. April 1620 bei Thomas Prince, einem Sänger an der Kathedrale, in die Lehre ging. Weil es aber in den Büchern der Kathedrale keine Eintragungen gibt, dass er als Mitglied aufgenommen wurde, besteht die Möglichkeit, dass er die Stadt verlassen hat, ohne zuvor seine Lehrzeit abgeschlossen zu haben. Im Jahr 1630 bekam er die nächste frei werdende Stelle an der St. Georg’s Chapel in Windsor; 1632 erhielt er ein Stipendium der St. Anthony’s Exhibition. Zu diesem Anlass wurde er als organiste bezeichnet, obwohl sich in den Kapitelakten kein Hinweis einer solchen Ernennung befindet, ebenso keine Ernennung zum choir master. Nach dem Tod seiner ersten Frau heiratete William Child ein zweites Mal; in den Akten von St. George’s sind die Taufen von zweien seiner Söhne vermerkt, und einer von ihnen ist im Jahr 1639 als Chormitglied eingetragen worden. Nach dem Tod der beiden Organisten von Windsor (bis 1634) wurden deren Stellen nicht neu besetzt; stattdessen wurde vereinbart, dass Wiliam Child die Stelle und beide Gehälter bekommen sollte, unter der Bedingung, dass er sich im Fall seiner Abwesenheit um eine angemessene Vertretung kümmern möge.
Während der Regierungszeit von König Charles I. (1625–1649) war Child einer der Organisten der Königlichen Kapelle (Chapel Royal). Als es ab 1643 in England zum Bürgerkrieg und der nachfolgenden Herrschaft von Oliver Cromwell kam, wurde Child zusammen mit anderen Mitgliedern aus der St. George’s Chapel entlassen. Einige englische Musikhistoriker (Arnold und andere) haben angegeben, dass er sich in dieser Zeit auf einen Bauernhof zurückgezogen hat; immerhin sind für Mai und Oktober 1647 seitens des Commitee for Sequestration in Bedfordshire Gehaltzahlungs-Rückstände an einen »Wm Child, late organist of Wyndsore and his son« ausbezahlt worden. Nachdem im Jahr 1660 das Königshaus der Stuarts mit dem Amtsantritt von Charles II. (1660–1685) wiederhergestellt worden war, konnte der Komponist in sein Amt in Windsor zurückkehren. Im gleichen Jahr wurde er zum Komponisten für Blasinstrumente (Composer of Wind Musick) der Chapel Royal ernannt. Beide Positionen waren von recht einträglicher Art. Schließlich wurde Child auch noch zum Organisten der Chapel Royal ernannt; er wirkte auch bei den Krönungen von Charles II., Jakob II., William III. und Mary II. mit.
Die letzten Lebensjahre Childs verliefen anscheinend ohne größere Probleme. Dekan und Domkapitel gewährten ihm ab 1675 ein kostenloses Wohnen in seinem Haus. Drei Tage nach seinem Tod, am 26. März 1687, wurde William Child in der St. Georg’s Chapel beigesetzt; sein Grabstein befindet sich in der Nähe des heutigen Zugangs zur Orgelempore.

## Bedeutung
William Childs Werke waren zunächst nur in wenigen Kompositionen des Kathedral-Repertoires bekannt. Erst die Ausgaben aus neuerer Zeit ermöglichen eine sichere Beurteilung seines Schaffens. Sie zeigen ihn als ebenso kraftvollen wie feinfühligen Schöpfer, der auch gewisse Anzeichen für musikalische Dramatik erkennen lässt, insbesondere in dem Stück »O God, Wherefore art Thou Absent from Us«. Der Einfluss des italienischen Barockstils auf die englische Kirchenmusik kam nur teilweise und während der Regierungszeit von Charles I. zum Tragen; bei Child zeigt sich dieser Einfluss offensichtlich in seinen Psalmen. Seine Lieder und Gesänge hingegen sind stilistisch konservativer; insgesamt tendiert seine Musiksprache mehr zum frühen 17. Jahrhundert, wobei die italienischen Einflüsse einen stark englischen Akzent aufweisen. Jedoch zeigen auch seine Frühwerke eine Art des Kontrapunkts im strengeren Stil, wie er bei Orlando Gibbons und Thomas Tomkins anzutreffen ist, aber mit leichten italienischen Einflüssen. Childs kontrapunktisches Können ist insbesondere sichtbar in der Komposition »Sing we merrily«, während das Stück »Turn thou us, O good Lord« ihn als besonders ausdrucksstarken Meister zeigt.

## Werke (Auswahl)
(die Manuskripte sind auf zahlreiche Bibliotheken in Großbritannien verteilt)
- Services
  - Service D-Dur (Sharp Service in D sol re)
  - Service G-Dur (Service ›in Gamut‹)
  - Service e-Moll
  - Service E-Dur (Service in E sharpe)
  - Service d-Moll (Short service in D sol re)
  - Service c-Moll
  - Service A-Dur (verse service)
  - Service B-Dur (verse service zu fünf Stimmen)
  - Service a-Moll (verse service)
  - Service c-Moll (Whole Service, in C fa ut, the last service)
  - Service g-Moll (Flat Service for Verses in G)
  - Service d-Moll (for Morley’s [First] Service)
  - Sanctus, Gloria in excelsis zu acht Stimmen
- Psalmen und Chants
  - Individualdruck: The First Set of Psalmes of III Voyces Fitt for Private Chappells […] with a Continual Base […] for Organ or Theorbo Newly Composed after the Italian Way (aus Psalm 1–16, 53, 54, 119 und 146), London 1639; 2. Auflage London 1650; als Choise Musick to the Psalmes […] for Three Voices, 3. Auflage London 1656
  - Preces and Psalms (Ps. 67)
  - Psalms for Ye Evening Service the 24th Day of the Month the First Chaunt by Dr Child (Ps. 119)
- Vollständige Verse Anthems
  - Verse anthems »Alleluja, Awake My Soul«
  - »Alleluja, O Holy Ghost«
  - »Behold, God is My Helper«
  - »Give the King They Judgements«
  - »Hear, O My People«
  - »I will Be Glad and Rejoice«
  - »O How Admiable are Thy Dwellings«
  - »O Let My Mouth Be Filled«
  - »O Sing unto the Lord a New Song«
  - »Save Me, O God«
  - »Sing unto God«
  - »The King shall Rejoice«
  - »The Lord is My Only Support«
  - »Thou art My King O God«
- Unvollständige Verse Anthems
  - »Almighty God, Which has Knit Together«
  - »Blessed Be the Lord My Strength«
  - »Hear Me O God«
  - »I was Glad When They Said«
  - »I will Give Thanks«
  - »Lord Who shall Dwell«
  - »My Soul Truly Waiteth«
  - »O Clap Your Hands«
  - »O Praise the Lord of Heaven«
  - »Praise the Lord O My Soul«
  - »The Word is a Lantern«
  - »What shall I Render«
- Vollständige Full Anthems
  - »Blessed Be the Lord God« zu vier Stimmen
  - »Bow Down Thine Ear« zu vier Stimmen
  - »O God, Wherefore art Thou Absent from Us« zu vier Stimmen
  - »O Lord, Grand the King a Long Life (at Ye Restauration)« zu vier Stimmen
  - »O Praise The Lord All Ye Heathen« zu vier Stimmen
  - »O Pray for the Peace of Jerusalem« zu vier Stimmen
  - »O That the Salvation« zu fünf Stimmen
  - »Praise the Lord, O My Soul« zu vier Stimmen
  - »Praise Ye the Strength of Britain’s Hope«
  - »Woe is Me That I am Constrained« zu vier Stimmen
  - Te Deum und Jubilate (A Morning Service in Latin Made for […] Dr. Cosin by Mr. Child)
  - »O bone Jesu« zu vier Stimmen
- Unvollständige Full Anthems
  - »Charge Them That are Rich«
  - »For Why the Lord«
  - »I Heard a Voice«
  - »The King shall Rejoice«
- Weltliche Vokalmusik
  - »If Any so Wise is«, Catch zu drei Stimmen, London 1663
  - »Let Poets Ne’er Puzzle«, Catch zu drei Stimmen, London 1667
  - »Come Hymen Come«
- Instrumentalmusik
  - Almaine, Courant, Saraband. In: Court-ayres or Pavins, Almains […] of Two Parts, Treble and Basse for Viols or Violins, London 1655
  - Almain, Corant, Aire, Saraband, Prelude, Pavan, Ayre, Courant

## Ausgaben (Auswahl)
(die Ausgaben sind alle in London erschienen)
- Service e-Moll, Service D-Dur, »O Lord Grant the King« zu vier Stimmen, »Praise the Lord, O My Soul« zu vier Stimmen, »Sing We Merrily« zu sieben Stimmen in William Boyce, Cathedral Music, 1760–1773, 2. Auflage 1788
- Service E-Dur (hier in Es), »If the Lord Himself«, »O Pray for the Peace«, in S. Arnold, Cathedral Music, 1790; Neuausgabe hrsg. von E. Fr. Rimbault, 1847
- »O Clap Your Hands« in Anthems by Eminent Composers, hrsg. von W. H. Cope, 1849
- Service a-Moll, in F. G. A. Ouseley, Cathedral Service, 1853
- Service G-Dur und Service F-Dur, in J. Goss / J. Turle, Cathedral Services, Ancient & Modern (ohne Jahreszahl)
- Service G-Dur, in Standard Church Services, hrsg. von Ch. Steggall (ohne Jahreszahl)
- »If the Lord Himself«, hrsg. von J. E. West, 1905
- »I Heard a Voice«, hrsg. von C. F. Simkins, 1956
- »O bone Jesu«, hrsg. von H. Ley, 1924
- »O God, Wherefore art Thou«, hrsg. von P. le Huray, in Treasury of English Church Music 2, 1965
- »O Lord God, the Heathen«, hrsg von P. le Huray / Ch. Dearley, in Treasury of English Church Music 3, 1965
- »O Lord, Grant the King«, hrsg. von J. Hullah, 1902
- »O Praise the Lord, Laud Ye«, in J. St. Smith, Musica Antiqua (ohne Jahreszahl)
- »O Pray for the Peace«, hrsg. von J. E. West, 1905
- »Praise the Lord, O My Soul«, hrsg. von V. Novello, 1860
- »Sing We Merrily«, hrsg. von H. Ley, 1933
- »Turn Thou Us«, hrsg. von P. le Hurray, 1964